# Val de Nure
Le val de Nure est le bassin du torrent Nure en Italie dans la province de Plaisance, en Émilie-Romagne.
Ce val italien est bordé par le val Trebbia à l'ouest, le val d'Aveto au sud-ouest, le val Ceno au sud-est et  le val de l'Arda à l'est. Le val de Nure est jumelé à Nogent-sur-Marne depuis 1983, beaucoup de Nogentais viennent de cette petite vallée. Celle-ci regroupe trois communes : Bettola, Farini et Ferriere dont l'ensemble de la population est pratiquement équivalent à la population nogentaise.  
Trois des communes de la Communauté de montagne des vals de  Nure et de l'Arda (Comunità Montana valli del Nure e dell'Arda) sont dans le val de Nure :
- Bettola ;
- Farini ;
- Ferriere.